# Horornis vulcanius
El cetia de la Sonda (Horornis vulcanius) es una especie de ave paseriforme de la familia Cettiidae propia de las islas de la Sonda, en el sudeste asiático.

## Distribución y hábitat
Como su propio nombre indica el cetia de la Sonda ocupa las montañas de gran parte de las islas de la Sonda, distribuido por Indonesia, Malasia y el suroeste de Filipinas. Se encuentra en tres de las islas mayores: Sumatra, Java y Borneo y casi todas islas menores desde Bali a Timor, además de Palawan. Su hábitat natural son los bosques tropicales de montaña húmedos.